# Monti Pizzuto - Alvagnano
Monti Pizzuto - Alvagnano este o arie protejată (arie specială de conservare — SAC, sit de importanță comunitară — SCI) din Italia întinsă pe o suprafață de 1.394 ha, integral pe uscat.

## Localizare
Centrul sitului Monti Pizzuto - Alvagnano este situat la coordonatele 42°40′18″N 13°08′48″E / 42.671667°N 13.146667°E.

## Înființare
Situl Monti Pizzuto - Alvagnano a fost declarat sit de importanță comunitară în iunie 1995 pentru a proteja 50 de specii de animale. Situl a fost protejat și ca arie specială de conservare în august 2014.

## Biodiversitate
Situată în ecoregiunea mediteraneană, aria protejată conține 3 habitate naturale: Formațiuni ierboase bogate în specii de Nardus, dezvoltate pe substraturi silicioase în zone montane (și în zone submontane, în Europa continentală), Pajiști uscate seminaturale și facies de acoperire cu tufișuri pe substraturi calcaroase (Festuco-Brometalia) (* situri importante pentru orhidee), Păduri de fag din Apenini cu Taxus și Ilex.
La baza desemnării sitului se află mai multe specii protejate:
- păsări (46): uliu păsărar (Accipiter nisus), pițigoi codat (Aegithalos caudatus), ciocârlie-de-câmp (Alauda arvensis), potârnichea de stâncă (Alectoris graeca graeca), fâsă-de-câmp (Anthus campestris), fâsă de pădure (Anthus spinoletta), fâsă de pădure (Anthus trivialis), lăstunul mare (Apus apus), acvilă de munte (Aquila chrysaetos), șorecarul comun (Buteo buteo), florinte (Chloris chloris), porumbel gulerat (Columba palumbus), cioară neagră (Corvus corone), prepeliță (Coturnix coturnix), cuc (Cuculus canorus), pițigoi albastru (Cyanistes caeruleus), ciocănitoare pestriță mare (Dendrocopos major), presură sură (Emberiza calandra), presură de munte (Emberiza cia), presură bărboasă (Emberiza cirlus), presură galbenă (Emberiza citrinella), măcăleandru (Erithacus rubecula), vânturel roșu (Falco tinnunculus), cinteză (Fringilla coelebs), gaiță (Garrulus glandarius), rândunică (Hirundo rustica), sfrâncioc roșiatic (Lanius collurio), câneparul (Linaria cannabina), ciocârlie de pădure (Lullula arborea), pietrar sur (Oenanthe oenanthe), pițigoi mare (Parus major), pițigoi de brădet (Periparus ater), codroș de munte (Phoenicurus ochruros), codroșul de pădure (Phoenicurus phoenicurus), pitulice de munte (Phylloscopus bonelli), pitulice de munte (Phylloscopus collybita), ciocănitoarea verde (Picus viridis), pițigoi sur (Poecile palustris), mugurarul (Pyrrhula pyrrhula), mărăcinar negru (Saxicola torquatus), țiclete (Sitta europaea), silvie cu cap negru (Sylvia atricapilla), silvie de câmp (Sylvia communis), pănțărușul (Troglodytes troglodytes), mierlă (Turdus merula), sturzul de vâsc (Turdus viscivorus)
- mamifere (2): lupul (Canis lupus), liliacul mic cu potcoavă (Rhinolophus hipposideros)
- nevertebrate (1): Rosalia alpina
- pești (1): zglăvoacă (Cottus gobio)

Pe lângă speciile protejate, pe teritoriul sitului au mai fost identificate 2 specii de amfibieni, 7 specii de mamifere, 1 specie de pești, 8 specii de reptile.